# Plesioneuron pullei
Plesioneuron pullei är en kärrbräkenväxtart som beskrevs av Holtt. Plesioneuron pullei ingår i släktet Plesioneuron och familjen Thelypteridaceae. Inga underarter finns listade.